# 林冠華
林冠華（1995年7月30日—2015年7月30日），臺灣台北市人，曾就讀莊敬高職進修部餐飲管理科，2015年5月参加反高中課綱微調運動，7月30日烧炭自殺身亡，得年20歲。

## 個人簡介
林冠華是新北市私立莊敬高級工業家事職業學校餐飲科進修部學生，2014年臺北捷運隨機殺人事件後自己發起了活動。當時目擊者之一的歐陽靖，在林冠華過世後在臉書回憶起他。
2015年5月参加反課綱運動，6月因個人因素辦理休學。隨後於7月23日，與反課綱夥伴闖入教育部，遭警方逮捕後飭回，隨後於7月30日燒炭自殺。

## 家庭關係
在他生前，他的父母親在校方至家庭關懷輔導後，對他參加反課綱活動只表示了一部分支持，但在林冠華自殺多日後，林母表示，現在她才知道他用自己的方式，讓自己發光。
他有一姊、一弟。他曾表示：「明明他做的都是對的，憑什麼被抓，他很擔心自己因此遭到起訴。」
2016年4月29日，立法院院會表決通過撤回高中國文、社會科微調課綱，林母為此在臉書發文悼念兒子：「冠華，你和大家的努力有成果了，你絕對對的起學弟妹，他們不需要再接受洗腦課綱了」。林母並寫道：「冠華，謝謝有這麼多人和你站在一起，他們會說.......我們都是林冠華」。
2016年5月3日，林母在臉書發文，告訴林冠華說蔡英文在總統就職典禮當天，特別留下一個保留座給他，表示蔡英文重視教育和黑箱課綱問題，希望他能安心。林母並寫道：「謝謝蔡英文主席在無止盡的抹黑與造謠中支持冠華。反對抹黑的聲音沒斷過，但愛你支持你的朋友更多」。
2016年7月30日，包括台灣基督長老教會在內的多個團體在教育部門口舉行林冠華逝世週年追思會，林母受邀出席，並將鄭國忠牧師在追思會中說出的一段話上傳臉書：「『有人一世人活很久長，但離開世間沒人紀念他，除了親人子女外，但有人活很短，追求真理自由和平等』，鄭南榕用生命換來今天台灣100%的言論自由，一個鄭南榕付出生命，換來更多鄭南榕跟對，去年一位20歲的少年家冠華，用他的生命為了追求教育和歷史真相，『未來會有更多冠華』。」

## 学校關係
7月26日，學校因為收到教育部公文對他進行家訪，學校也派了與林冠華熟識的老師去「關心」。後來林冠華於7月26日晚上6點8分在臉書發文透露了這一情況。
7月27日凌晨1點36分，林冠華在臉書再度po文表示，教師透過校方收到的訊息，訊息主要是教育部希望學校指派與林冠華熟識的老師去「關心」他。下午他發文放上幾張分析課綱問題的解析圖，希望大家能夠了解課綱的問題所在。

## 参与反课纲微调运动
林冠華反課綱學生與民眾在7月23日進入教育部，被警方霹靂小組逮捕，而後受偵訊、複訊、移送、交保。他於7月24日晚上9點37分臉書發文表示，過程中每一個環節皆冗長且煎熬，他們在冰冷的法警室裡等待交保，旁邊囚禁的是毒販、流氓，並提到他的交保金是這些人的兩倍。在期間通訊被限制，只能偶爾和律師聯絡，他透露很多學生精神不濟崩潰。

## 第三次自殺身亡
林冠華早在6月和朋友聊起活不到20歲有輕生念頭，朋友尊重與相信林會自殺，但認為曾兩次自殺未遂的林冠華命很大，這次也不會有事。7月23日林冠華与反课纲群眾强行进入教育部，遭警方逮捕後飭回，其很擔心自己因此遭到起訴。
7月26日原本對於孩子關心課綱議題不做評論的父母，在校方至家庭關懷輔導後，對他說：「你有病就該吃藥！」「你有什麼資格站出來？不要太自以為是。」。
7月28日反課綱成員質疑林冠華是警察的抓耙子（台灣話叛徒之意）並散發網路文章，導致林心情低落。
而林冠華的朋友眼看著已逼近林所謂的自殺之日期，最後達成共識，應該要讓家屬和警察知道狀況，此時新北市教育局長林騰蛟也在28日轉獲情資顯示林冠華30日可能自焚，因此在前一天和教育部開會討論，通知警察局少年隊啟動保防系統、並在林冠華家住家附近所轄4個派出所監控，通知新北市高風險家庭中心、社會局社工，以及向林冠華父母提醒，約好隨時利用手機回報消息，注意林冠華的動態。
原以為防範十分嚴密，沒料到還是發生憾事；林騰蛟說，林冠華前一晚還跟家人外出吃宵夜，直到7月30日凌晨4時就寢、上午7時林母回報莊敬高職校長，表示都沒有任何異狀，直到8時40分，林母打不開兒子房門，才驚覺不對勁，趕緊找來警消人員破門，才發現林冠華已經烧炭自殺過世。
當晚群眾聚集於教育部外悼念林冠華，22時許，部分群眾轉往立法院並佔領正門廣場，同時提出「立法院立即召開臨時會」、「立法委員連署廢除課綱」、「教育部部長吳思華下臺」等數項要求。
林父透露林冠華國中開始就有情緒障礙長期就醫，也曾兩度輕生，並提到自己會在20歲結束生命，兒子輕生與反課綱爭議無必然關係不要做過多聯想。林母則感謝學校與社會、教育部門對他們的支持，希望其他孩子學到的是一個尊重社會多數的民主素養，理性和平的發表看法，兒子自殺與反課綱只是時間上的平行，媒體不要去扭曲事實藉機炒作。據《中時電子報》報導，林冠華曾长期接受忧郁症咨商治疗，但在自杀前几个月中断。他的男朋友在他去世后曾参加悼念憶及：「我有嘗試問過他為什麼痛苦，跟他說我們可以一起面對，還有很多日子可以一起度過，不用走上這麼極端的路，他只回我『很複雜』。我相信他的死不會百分之百跟學運有關，每個人的決定都不只有一個因素而已。」

### 林冠華自殺前的留言
6月1日凌晨，林冠華曾在與反黑箱課綱聯盟的Line群組對話中傳訊「我想到一個有很高機率擋下課綱的辦法」「比罷課更有建設性」「課綱八月一號上路」「我的計畫七月三十進行」「我要讓媒體輿論瘋狂燃燒」，對於其他對話者的詢問「感覺很酷但要怎麼用?」林回答「不能說，有些事不能說，只能做」，並表示「你們放心，我幫你們擋下這課綱，起碼給你們一個施力點去擋」「很大的施力點」「我有我的辦法，而且我很有信心」「因為那天是我的生日」「好啦你們一定覺得我瘋了」「反正就等吧」「會在這裏的有三種人」「天才、瘋子、還有傻子」「只要還有一口氣，都要對得起自己」「這是我的座右銘」，其他對話者傳訊「我知道你7/30要幹嘛了」林表示「你想太多了」其他對話者又說「希望真的是我想太多了」「別死歐!!!希望未來能在路上相逢」林回答「你想太多了啦」。此一Line的對話紀錄於30日下午開始在網路上迅速大規模流傳，並受到各大媒體報導。
林冠華在生日那天臉書最後留言中的一組數字「851216」，代表英文「help」，意為中文「救命」。
林在臉書上生前最後一則留言是「祝我生日快樂。」「851216」「我只有一個願望：部長，把課綱退回吧。」。

### 林冠華「死亡計畫」 同學們早知情
據香港媒體端傳媒和蘋果日報報導，林冠華想自殺的事情，身邊的好友都知道，和林冠華要好的莊于庭早在6月就得知了他的計畫，她相信林冠華會自殺，「我在陪一個人做他人生最後一件大事」；梁豔柔得知林冠華想要在生日當天自殺的事情後，並不知道該做什麼，她選擇「賭一把」，尊重林冠華的最後選擇；個性樂觀的是蕭任佑，認為兩次自殺未遂的林冠華命很大，這次也一定不會有事。小Z是林冠華的男友，他對林冠華反黑箱課綱的活動不干涉。他表示已經想盡辦法，希望能阻止愛人離開。但也陷入了矛盾，「如果只是阻止他的行動，卻無法帶給他生活下去的意義，那麼下一次他還是會自殺」；更大的矛盾是，要阻止林冠華自殺而讓他繼續痛苦，還是尊重他的選擇。眼看林冠華的生日就要到了，知情的同學們對於要不要告訴他的家人這件事情十分困擾。最後達成共識，應該要讓家屬和警察知道狀況，但終究無法阻止這場憾事。

### 林冠華母親錄音檔全文
2015年7月30日下午，林冠華的媽媽在教育部長吳思華、校長林淑貴的陪伴下，用錄音的方式說出心聲。
|  | 其實不像外界所說的，我們受到學校老師或者教育部教育局的壓力，或者脅迫、約談或者是相關的情形，在這過程當中，不管是師長或者是教育局都給予我們非常大的關懷，也對冠華非常關心，我們希望針對議題的本身來做討論，每個人都有對議題發表的權力，那不要去模糊任何的焦點，不要去做任何的不恰當的討論，這次小朋友學到的是一個民主素養尊重社會多數的決議，理性和平的發表看法，希望媒體不要去扭曲事實藉機炒作，冠華爸爸也表示這是我們家裡自己的狀況，我們目前需要平靜，希望這個事情就到此為止，我們對於每個愛冠華的同學或者是朋友，我們感謝你這段時間給冠華的愛跟關心，那如果真的是想念冠華，我們記憶冠華最美好的一面，不管是藉著臉書，藉著寫信給媽媽，或者是寄照片給我，讓我們將這孩子最美好的記憶放在我們心中，那我希望各位的媒體記者朋友，不要去提及冠華的任何的過去，然後不要有任何抹黑造謠在孩子身上，我們希望這個孩子最年輕最美好的樣子在我們心裡面，那我們謝謝來自各方的一個安慰，然後現在不方便接受任何採訪和訊息，讓他活在我們記憶中，我們給他祝福，他已經做他快樂的天使，我相信他的心已經海闊天空了，期待每一個參與課綱的小朋友，你們要在議題上面做一個正確管道的發表意見，我不期待有像冠華這樣的事情再發生，然後阿姨很愛你們每一個小朋友，我不希望這樣的事情再發生，我也不期待大眾藉著媒體來去給這些孩子壓力，然後學校的師長，期待在這事件中給予更多的關心和關懷，我們謝謝老師校長局長，謝謝部長謝謝社會局社工給我們各方面的支持，我沒有攔阻到這件事情我覺得很遺憾，但是我們需要過平靜的生活，我們不希望被打擾，謝謝大家。 |

對此有二人向林母提出質疑表示：「我們看得出來之前妳的錄音是被迫的言不由衷！妳要站出來，勇敢説出來校長、教育部長如何使妳錄音，只要講出真相即可。」林母覆一：「錄音沒有任何脅迫，我希望台灣和平，我對課綱不了解，錄音檔是我的想法，我期待理性訴求。」覆二：「錄音完全沒有任何被迫，我是如此傳統的媽媽，我不能讓族群分裂，我的發表是我身為母親的呼籲。」

### 林冠華母親質疑被國民黨官員給誤導
2015年10月22日，林冠華母親在個人臉書上，認為官員為了脫罪，第一時間誤導家屬林冠華的死是因為情緒低落自殺，後來才得知是因為抗議教育部黑箱課綱而死諫，為了台灣的自由與真相，以死明志。批評國民黨的吳思華與新北教育局長林騰蛟表面上為學生說情，背地裏還是要繼續追究學生責任。。

## 各方反應

### 學生反应
台北市育成高中學生許冠澤、南港高工學生周子翔表示，兩人與林冠華因參加反課綱運動認識而成為好友，兩人環島啟程時，林還到教育部為他們送行加油，知悉此事後心裡很難過，同時強調不管發生什麼事，都會堅持下去。7月30日當日兩人正以徒步環島方式進行反課綱示威。
8月3日下午2時，教育部長吳思華與反課綱學生代表進行會談，雙方在沒有共識的情況下，反課綱學生代表離去，表示對不起死去的林冠華。而反課綱學生代表朱震表示，身旁一同反課綱的朋友，曾告訴他，要用與林冠華一樣的方式，表達自己的訴求與抗議。
8月6日，反課綱學生宣布撤離教育部，隔日由黑色島國青年陣線請他們到台北市中央市場歡宴慶祝功成身退並拍照留念，網友誤批該日正是林冠華的頭七，是生死與歡宴對照的格外諷刺。

### 政府反應
- 總統馬英九：覺得非常沉痛，並希望教育部盡快和高中生面對面溝通，才能解決問題。[38]
- 閣揆毛治國：感到相當悲痛，已指示教育部全力協助家屬料理後事，也呼籲各界務必保持冷靜，不要給家屬壓力。[39]
- 立法院院長王金平表示朝野沒共識前，課綱應先暫緩，認為教育部是根據《高級中學法》授與的行政命令擬定課綱，但因「12年國教」，行政院已送文來要求廢止這個法令，立院也已通過《高級中等教育法》，兩法對課綱定義有矛盾，後法有規定課綱編審小組要送立院，現在沒根據新法，卻根據舊法，確實有爭議。[40]
- 教育部部長吳思華於林冠華自殺當日下午探視林家家屬，並直接在林家的大樓中召開記者會。期間表示：「我們大家雖然都很努力，但不能阻止這事發生，心中充滿愧疚。」記者會結束後，吳思華被反課綱聯盟的高中生包圍，學生大喊「我已經反課綱反三個月了，為什麼我現在才看到你？」，過程中吳的座車被學生包圍，高中生一方直到警方驅離才散去。吳思華事後在教育部受訪時表示對於課綱引發的爭議，會負完全的責任。[41][42][43]

### 民間反應
- 民進黨主席蔡英文表示「年輕學生們有自己的想法，對未來有不一樣情境，所以這次他們站出來，要求在課綱調整上符合程序，能夠有所改變，可是我們的執政者都不願積極正面回應，讓人感到非常失望，年輕學生因此結束自己的生命。」讓她非常難過。[44]
- 民進黨發言人王閔生：國民黨傾一黨之力不斷推卸責任、扭曲事實，將自發性參與反課綱微調運動的學生抹黑為政黨工具，並指該黨及蔡英文主席煽動學生抗爭。這種行徑不僅毫無對逝者家屬與友人的關心，更顯現出急於操作意識型態以獲取政治目的的偏差心態。[45]

## 後續事件

### 紀念碑設立
台灣大地文教基金會為了表揚林冠華，在南投縣草屯鎮的「台灣聖山─生態教育園區」為他設立紀念碑，並尊他為「反中國殖民教育的少年先行者」。除了紀念碑外，林冠華的名字也被刻入園區內的「追思牆」，與包括林茂生、陳澄波、雷震等人並列為「台灣神」，而他也是目前最年輕的「台灣神」。

### 逝世二週年追思紀念會
2017年7月30日，正值林冠華逝世屆滿2週年，包括台灣基督長老教會在內的多個團體在濟南長老教會舉辦「林冠華逝世二週年追思紀念會」，以「課綱與教育改革的反思」為活動主題，除了用宗教、戲劇來緬懷林冠華，也呼籲大家重視台灣未來教育改革，期盼未來台灣能拋開黨國控制。

## 資料來源
1. ↑  . ETtoday. 2014-05-25  [2025-6-4]. （原始内容存档于2015-08-02）.
2. ↑  隋昊志. . 蘋果即時新聞. 2015-08-01  [2025-6-4]. （原始内容存档于2015-08-03）.
3. 1 2  . ETtoday東森新聞雲. 2015-07-30  [2025-6-4]. （原始内容存档于2019-05-10）.
4. 1 2  . 中時電子報. 2015-07-30  [2025-6-4]. （原始内容存档于2019-05-08）.
5. 1 2 3 4  . 蘋果即時新聞. 2015-07-30  [2025-6-4]. （原始内容存档于2015-08-01）.
6. ↑  . 自由時報電子報. 2015-08-02  [2025-6-4]. （原始内容存档于2020-12-03）.
7. ↑  . 風傳媒. 2015-08-01  [2025-6-4]. （原始内容存档于2019-05-10）.
8. 1 2 3  . 自由時報電子報. 2015-07-30  [2025-6-4]. （原始内容存档于2021-01-24）.
9. 1 2  . 蘋果即時新聞. 2015-07-30  [2025-6-4]. （原始内容存档于2015-08-22）.
10. ↑  . 自由時報電子報. 2016-05-03  [2025-6-4]. （原始内容存档于2019-05-08）.
11. ↑  . 民報. 2016-07-30  [2025-6-4]. （原始内容存档于2020-09-17）.
12. 1 2  . 蘋果即時新聞. 2015-07-30  [2025-6-4]. （原始内容存档于2015-08-15）.
13. 1 2  . 端傳媒. 2015-08-10  [2025-6-4]. （原始内容存档于2015-08-14）.
14. 1 2 3  . 蘋果日報. 2015-08-11  [2025-6-4]. （原始内容存档于2015-08-15）.
15. ↑  . 蘋果即時新聞. 2015年7月30日  [2025-6-4]. （原始内容存档于2015年9月2日）.
16. ↑  . 自由時報. 2015-07-22  [2025-6-4]. （原始内容存档于2015-09-25）.
17. ↑  .   [2025-6-4]. （原始内容存档于2018-10-27）.
18. ↑  吳仁捷. . 自由時報. 2015-07-30  [2025-6-4]. （原始内容存档于2015-08-01）.
19. ↑  . 中央社. 2015-07-30  [2025-6-4]. （原始内容存档于2015-08-01）.
20. 1 2  林志成. . 中國時報. 2015-07-30  [2025-6-4]. （原始内容存档于2015-08-02）.
21. ↑  鄭宏斌. . 聯合新聞網. 2015-07-30  [2025-6-4]. （原始内容存档于2015-08-02）. |url-status=和|deadurl=只需其一 (帮助);
22. ↑  突發中心. . 蘋果即時. 2015-07-30  [2025-6-4]. （原始内容存档于2015-08-01）.
23. ↑  . 蘋果日報. 2015-07-30  [2025-6-4]. （原始内容存档于2015-09-24）.
24. 1 2  . 蘋果即時新聞. 2015-07-30  [2025-6-4]. （原始内容存档于2015-09-02）.
25. ↑  吳仁捷、余衡、王冠仁、陳慰慈、吳柏軒、林曉雲、翁聿煌. . 自由时报. 2015-07-31  [2025-6-4]. （原始内容存档于2015-08-03）.
26. ↑  刘子维. . BBC中文网. 2015-07-30  [2025-6-4]. （原始内容存档于2015-09-01）.
27. ↑  口述/小Z、整理/李又如. . 新新闻. 2015-08-05  [2025-6-4]. （原始内容存档于2015-09-25）.
28. ↑  . 蘋果日報. 2015-07-30  [2025-6-4]. （原始内容存档于2017-04-13）.
29. 1 2  . 自由時報電子報. 2015-07-30  [2025-6-4]. （原始内容存档于2019-05-08）.
30. ↑  . 聯合報. 2015-10-22  [2025-6-4]. （原始内容存档于2019-05-09）.
31. ↑  . 台灣蘋果日報. 2015-10-22  [2025-6-4]. （原始内容存档于2016-08-14）.
32. ↑  . 中時電子報. 2015-07-30  [2025-6-4]. （原始内容存档于2019-05-08）.
33. ↑  . 自由時報電子報. 2015-07-30  [2025-6-4]. （原始内容存档于2020-11-23）.
34. ↑  . 中央通訊社. 2015-08-03  [2025-6-4]. （原始内容存档于2015-08-03）.
35. ↑  . 風傳媒. 2015-08-03  [2025-6-4]. （原始内容存档于2020-10-22）.
36. ↑  . 2015-08-06  [2025-6-4]. （原始内容存档于2017-11-07）.
37. ↑  . 2015-08-11  [2025-6-4]. （原始内容存档于2015-09-14）.
38. ↑  . YAHOO奇摩新聞. 2015-07-30  [2025-6-4]. （原始内容存档于2016-03-05）.
39. ↑  . 中時電子報. 2015-07-30  [2025-6-4]. （原始内容存档于2015-08-02）.
40. ↑  顏振凱. . 風傳媒. 2015-07-31  [2025-6-4]. （原始内容存档于2015-08-01）.
41. ↑  . 聯合新聞網. 2015-07-30  [2025-6-4]. （原始内容存档于2015-08-02）.
42. ↑  . 聯合新聞網. 2015-07-30  [2025-6-4]. （原始内容存档于2016-04-19）.
43. ↑  . 蘋果即時新聞. 2015-07-30  [2025-6-4]. （原始内容存档于2015-08-01）.
44. ↑  . 蘋果即時新聞. 2015-07-30  [2025-6-4]. （原始内容存档于2015-08-03）.
45. ↑  . 民主進步黨. 2015-07-30  [2025-6-4]. （原始内容存档于2016-03-05）.
46. ↑  . 自由時報. 2015-08-27  [2025-6-4]. （原始内容存档于2019-05-09）.
47. ↑  . 自由時報. 2015-09-27  [2025-6-4]. （原始内容存档于2019-05-10）.
48. ↑  . 自由時報. 2017-07-31  [2025-6-4]. （原始内容存档于2019-05-09）.